# Rasheed Broadbell
Rasheed Broadbell (født 2000) er en jamaicansk atlet, som deltager i hækkeløb.
Han repræsenterede Jamaica under sommer-OL 2024 i Paris, hvor han vandt bronze på 110 meter hækkeløb.